# Park Narodowy Urho Kekkonena
Park Narodowy Urho Kekkonena (fiń. Urho Kekkosen kansallispuisto, lap. Urho Kekkonena álbmotmeahcci, szw. Urho Kekkonens nationalpark) – jeden z parków narodowych w Finlandii, utworzony w Laponii w 1983 roku. Został nazwany na cześć prezydenta i premiera Finlandii Urho Kekkonena. Zajmuje powierzchnię 2550 km² w obrębie gmin Savukoski, Sodankylä i Inari. Jest drugim co do wielkości parkiem narodowym w kraju.
Rozległy obszar przecięty jest pasmem górskim biegnącym ze wschodu na zachód. Rzeki z południowej części parku spływają do Morza Bałtyckiego, a z północnej – do Oceanu Arktycznego. Klimat jest kontynentalny. Najwyższe szczyty to Sokosti (718 m n.p.m.), Ukselmapää (698 m n.p.m.) i Vuomapää (689 m n.p.m.).

## Przyroda parku
Zbiorowiska roślinne to przede wszystkim tajga i torfowiska aapa. Większość powierzchni zajmują lasy sosnowe, choć w południowej części parku częste są lasy świerkowe, zwłaszcza na obszarach o wyższej wilgotności i wzdłuż brzegów strumieni. Granica lasów świerkowych przebiega w rejonie Vongoiva-Sokosti-Lupukkapää. Torfowiska pokrywają głównie południową część parku. 
Najbardziej charakterystyczne lęgowe gatunki ptaków to jer i pleszka, a także – w starych lasach pierwotnych – sójka syberyjska, sikora północna i dzięcioł trójpalczasty. Na torfowiskach najliczniej występują pliszka żółta i łęczak, rzadziej biegus płaskodzioby, bekasik i brodziec śniady.
Duże drapieżniki, takie jak niedźwiedź brunatny, rosomak, wilk i ryś trzymają się mniej uczęszczanych rejonów parku, podczas gdy renifery, zające bielaki, łosie i  lisy mogą być powszechnie spotykane. W kilku miejscach parku żyje zagrożony wyginięciem małż perłoródka rzeczna. 
Oficjalnym emblematem parku jest orzeł przedni. W parku naliczono 11 terytoriów tego ptaka.